# Nature Genetics
Nature Genetics, abgekürzt Nat. Gen. oder Nat. Genet., ist eine monatlich erscheinende Fachzeitschrift, die von der Nature-Verlagsgruppe herausgegeben wird. Die Erstausgabe erschien im April 1992. Die Zeitschrift veröffentlicht Artikel, die qualitativ hochwertige Forschung aus den Gebieten der Genomik und der Genetik betreffen. Derzeit gilt ein besonderes Interesse der genetischen Basis für Krankheiten und den funktionellen Mechanismen, der Architektur und der Evolution von Gennetzwerken.
Der Impact Factor des Journals lag im Jahr 2024 bei 29,0. Nach der Statistik des ISI Web of Knowledge wird das Journal mit diesem Impact Factor in der Kategorie Genetik und Vererbung an zweiter Stelle von 167 Zeitschriften geführt.
Herausgeber sind Myles Axton, Kyle Vogan, Orli Bahcall, Emily Niemitz und Pamela Feliciano, die alle hauptberuflich für die Zeitschrift arbeiten.